# A-68
A-68 — айсберг, отколовшийся от шельфового ледника Ларсена в июле 2017 года. В июле 2017 года имел площадь 5800 км², что вдвое больше, чем Люксембург, размер 175 на 50 км и массу в один триллион тонн. Это один из крупнейших зарегистрированных айсбергов. Откалывание A-68 уменьшило общую площадь шельфового ледника Ларсен C на 12 процентов.
Исследователи ожидают, что айсберг может двинуться на северо-восток к островной группе Южной Георгии.

## Образование
В 2014 году исследователи заметили растущую трещину на поверхности ледника. Впоследствии айсберг был соединён с ледником 20-километровой перемычкой, которая затем разрушилась. С января 2017 года ожидался откол айсберга В период с 10 по 12 июля 2017 года айсберг отделился от ледникового поля Ларсен С.
В начале августа 2017 года айсберг находился вблизи ледника и удерживался давлением морского льда, лишь на южной стороне отодвинувшись от него на 5 км.
Спутниковые наблюдения через несколько дней после его формирования уже указывают на разрушение айсберга.
В середине декабря 2020 года A-68 разделился на две части, а в конце декабря на спутниковых снимках были видны четыре отдельных фрагмента.
На снимке, сделанном 12 февраля 2021 года спутником Terra, видны 11 крупных и множество мелких айсбергов..